# New Weird America
Unter dem Begriff New Weird America (in etwa: Das neue sonderbare Amerika) versteht man eine musikalische und populärkulturelle Bewegung seit den späten 1990er Jahren, deren stilistischer Schwerpunkt im Weird- oder Psychedelic Folk liegt. Geprägt wurde der Begriff 2003 von dem schottischen Musikjournalisten David Keenan im Rahmen eines Berichtes über das Brattleboro Free Folk Festival in Vermont. Keenan bezog sich dabei auf Greil Marcus’ Wendung „Old Weird America“, die Marcus in seinem Buch Invisible Republic für die amerikanische Folkmusik von der ersten Hälfte des 20. Jahrhunderts bis in die 1960er Jahre verwendete.

## Stil und künstlerisches Selbstverständnis
Stilistisch stehen viele der unter dem Begriff New Weird America subsumierten Interpreten somit in der Tradition der Folk- und Psychedelicbands der 1960er und 1970er Jahre; als Vorläufer können die amerikanischen Holy Modal Rounders oder englische Gruppen wie die Incredible String Band, Donovan oder Pentangle genannt werden. Eine akustische, auf Gitarrenklängen basierende Instrumentierung, meist in Kombination mit modernen Rockelementen und gelegentlich auch mit Zitaten asiatischer Musik sind ebenso stilprägend wie mehrstimmiger Gesang und teilweise längere Liedstrukturen. Gruppen wie Six Organs Of Admittance, Espers, Animal Collective u. a. führen diese Tradition weiter. Vielerorts sind Einflüsse des Free Jazz, des Stoner Rock, diverser Metal-Genres und der Drone-Musik ebenfalls auszumachen. Weiterhin sind zeitgenössische europäische Folkkünstler wie Current 93 für einige der NWA-Interpreten einflussreich. Zwar in der Nachfolge der Folkmusik um 1970, allerdings weniger im Psychedelic-Bereich, sind populäre Künstler wie Devendra Banhart oder Joanna Newsom zu verorten. Da jedoch auch Bands wie Antony and the Johnsons und CocoRosie, deren Musik nur bedingt Folkelemente aufweist, der Bewegung zugeordnet werden, ist die rein formalästhetische Kategorisierung relativierbar. Inhaltliche Aspekte wie ein in Texten und Gestus thematisiertes Außenseitertum und die damit einhergehende normkritische Implikation scheinen ebenso verbindende Elemente zu sein. Insgesamt kann den meisten unter dieser Bewegung rubrizierten Musikern, sowohl im Hinblick auf das eigene künstlerische Selbstverständnis als auch angesichts des Plattenabsatzes ein Independent-Status attestiert werden. Einige Interpreten sind an der Grenze zwischen Underground und Mainstream anzusiedeln.

## New Weird America als Medienphänomen
Viele der unter dem Begriff gefassten Künstler verstehen sich selbst nicht als Teil einer Bewegung, wurden allerdings in der Musikpresse als New Weird America klassifiziert. In den Jahren nach 2000 kann von einem Hype einiger Bands gesprochen werden. Im deutschsprachigen Raum trugen Zeitschriften wie der Rolling Stone mit zur Popularität vieler New-Weird-America-Acts bei, in den USA ist neben Pitchfork Media vor allem das in Los Angeles ansässige Arthur Magazine zu nennen. Die Publikation gab den von Banhart zusammengestellten Sampler The Golden Apples of the Sun heraus, der den New-Weird-America-Kanon nachhaltig prägte.

## Ausgewählte Künstler
| - 500mg - Akron/Family - Angels of Light - Animal Collective - Antony and the Johnsons - The Badgers - Devendra Banhart - Baptist Generals - Andrew Bird - Castanets - Charalambides - Circulatory System - Diane Cluck - CocoRosie - Crix Crax Crux - Danielson Family - Dame Darcy - Davenport - Deek hoi - Lavender Diamond - Dirty Art Project - The Dodos - David Dondero - Entrance - El Guincho | - Espers - Eyes and Arms of Smoke - Faun Fables - Feathers - The Feminists - Flaming Fire - Josephine Foster - Fursaxa - Gabby La La - Grizzly Bear - Michael Holland - Jana Hunter - The Hypermodernity Club - Asa Irons - Iron & Wine - Jackie-O Motherfucker - Live Your Dreams Stay off Drugs - June Madrona - Hubert Matezl Jr. - The Microphones / Mount Eerie - Mirah - The MV & EE Medicine Show - Marissa Nadler - Joanna Newsom - No-Neck Blues Band | - Will Oldham - Old Time Relijun - Grant Olney - Tony Ortega / Orem(the sink) - Ariel Pink - Portable Folk Band - Pothole Skinny - Alec K Redfearn - Rivers & Mountains - Jack Rose - Serena Ryder - Scorces - Six Organs of Admittance - Sufjan Stevens - Subtonic Monks - Sunburned Hand of the Man - Andrew Phillip Tipton - Tower Recordings - Town & Country - Vampire Weekend - Vetiver - We the Royal - Winter Flowers - Wooden Wand and the Vanishing Voice |